# Col de Joubert (Afrique du Sud)
Pour les articles homonymes, voir Joubert.
Le col de Joubert, en anglais Joubert's Pass, est un col de montagne routier qui relie la ville de Lady Grey (à l'ouest) et les hauts plateaux de la région de New England (à l'est) dans la province du Cap-Oriental en Afrique du Sud.
Il est le troisième col de montagne le plus élevé d'Afrique du Sud (2 242 mètres), passant à travers les montagnes du Witteberg, non loin de la frontière sud-ouest du Lesotho. Le col le plus élevé est le col Sani (2 873), et le second le Naude's Nek (2 740).
Le col de Joubert doit son nom aux constructeurs de la route et de son col, inaugurés le 17 décembre 1914, portant pour la plupart le patronyme boer de Joubert.

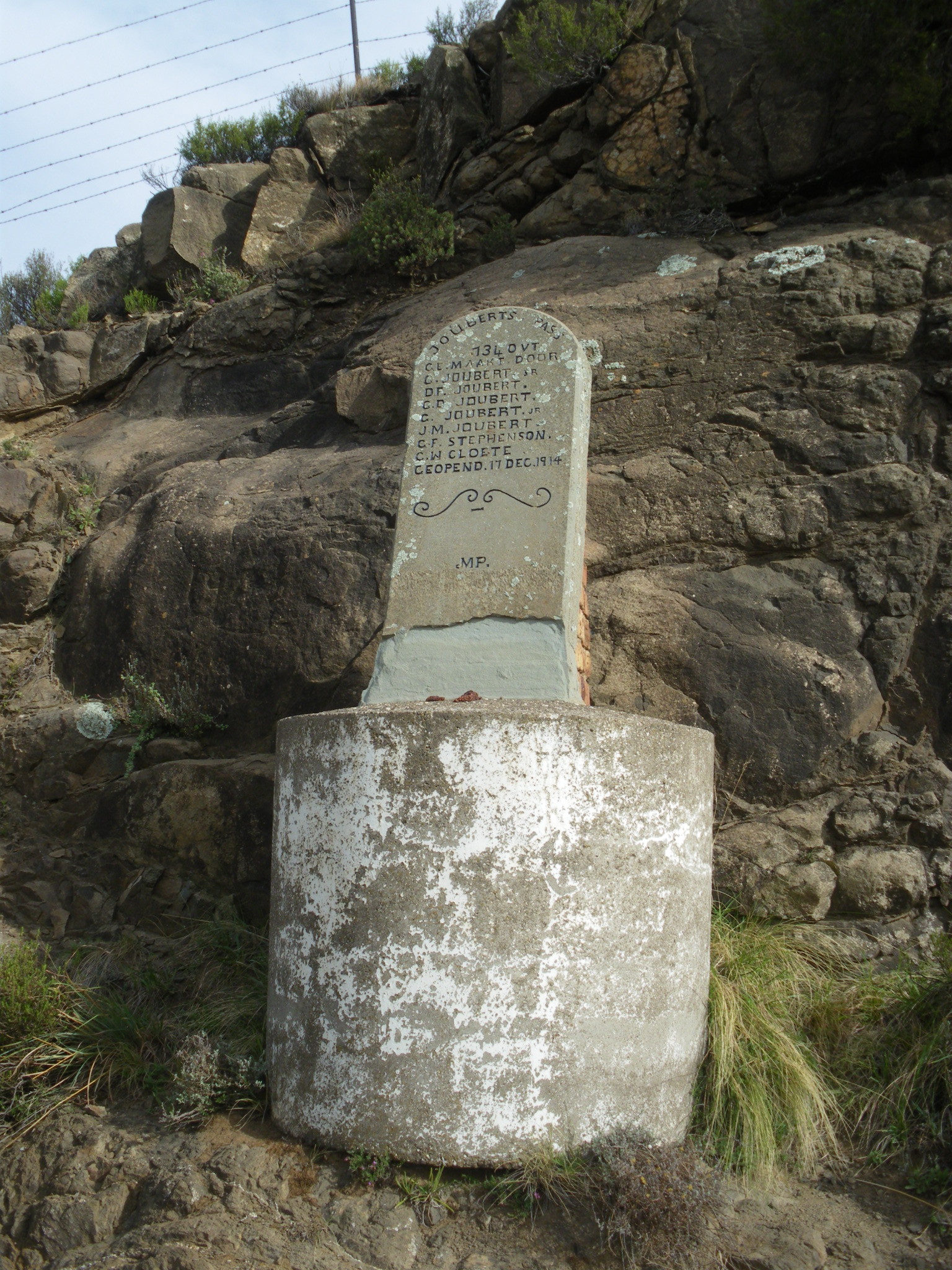
Borne commémorative au col de Joubert.